# Tyler Alvarez
Tyler Sage Alvarez (New York, 25 ottobre 1997) è un attore statunitense di origine portoricana e cubana. È noto per il ruolo di Diego Rueda nella serie di Nickelodeon Emma una strega da favola.

## Biografia
Alvarez è nato a New York, dal padre cubano americano e da madre portoricana americana. Suo padre lavora per la Drug Enforcement Administration e sua madre lavora come infermiera amministratrice per un ospedale privato. Aveva un fratello maggiore, Niko, morto nell'ottobre 2018. I genitori di Alvarez divorziarono quando lui era un bambino e successivamente entrambi si risposarono. Ha due fratellastri più piccoli, Alex e Brianna, da suo padre, e una sorellastra più giovane, Sofia, da sua madre.
Alvarez ha studiato alla Fiorello H. LaGuardia High School di New York e alla Jericho High School di Jericho, New York. Parla fluentemente lo spagnolo.

## Vita privata
Il 12 giugno 2021 fa coming out sui social dichiarando di essere gay.

## Filmografia

### Cinema
- The House That Jack Built, regia di Henry Barrial (2013)
- Brothers in Arms, regia di Melissa Balan – cortometraggio (2013)
- Pretenders, regia di James Franco (2018)
- John Henry , regia di Will Forbes (2020)
- Crush, regia di Sammi Cohen (2022)

### Televisione
- Emma una strega da favola (Every Witch Way) – serie TV, 85 episodi (2014-2015)
- La cucina magica di Talia (Talia in the Kitchen) – serie TV, episodio 1x07 (2015)
- Orange Is the New Black – serie TV, 6 episodi (2015-2017, 2019)
- Passione pericolosa (High School Lover), regia di Jerell Rosales – film TV (2017)
- American Vandal – serie TV, 16 episodi (2017-2018)
- Fresh Off the Boat – serie TV, episodio 4x09 (2017)
- The Fosters – serie TV, 5 episodi (2018)
- Alternatino with Arturo Castro – serie TV, 1 episodio (2019)
- Veronica Mars – serie TV, episodi 4x03-4x04-4x05 (2019)
- L'amore ai tempi del corona (Love in the Time of Corona) – miniserie TV, puntata 01 (2020)
- Non ho mai... (Never Have I Ever) – serie TV, 5 episodi (2021)
- What We Do in the Shadows – serie TV, episodio 3x02 (2021)
- Blockbuster – serie TV, 10 episodi (2022-in corso)

## Doppiatori italiani
Nelle versioni in italiano delle opere in cui ha recitato, Tyler Alvarez è stato doppiato da:
- Stefano Broccoletti in Emma una strega da favola
- Omar Vitelli in Orange Is the New Black
- Alessio Puccio in American Vandal